# Göksu (Name)
Göksu (türk. für „blaues Wasser“) ist ein türkischer männlicher und weiblicher Vorname sowie Familienname.

## Namensträger

### Männlicher Vorname
- Göksu Alhas (* 1990), türkischer Fußballspieler
- Göksu Hasancık (* 1987), deutsch-türkischer Fußballspieler
- Göksu Türkdoğan (* 1985), türkischer Fußballspieler

### Familienname
- A. Erol Göksu (* 1957), türkischer Buchautor und Liederschreiber
- Hüseyin Göksu (* 1946), türkischer Offizier
- Ömer Can Göksu (* 1968), türkischer Fußballspieler und -trainer
- Rıfat Orhan Göksu (1901–1988), türkischer Jurist, Vizepräsident des Verfassungsgerichts (1965–1966)
- Serkan Göksu (* 1993), türkischer Fußballspieler
- Yaşam Göksu (* 1995), türkische Fußballspielerin
- Yeter Göksu (* 1943), türkische Physikerin und Hochschullehrerin